# VG-8020

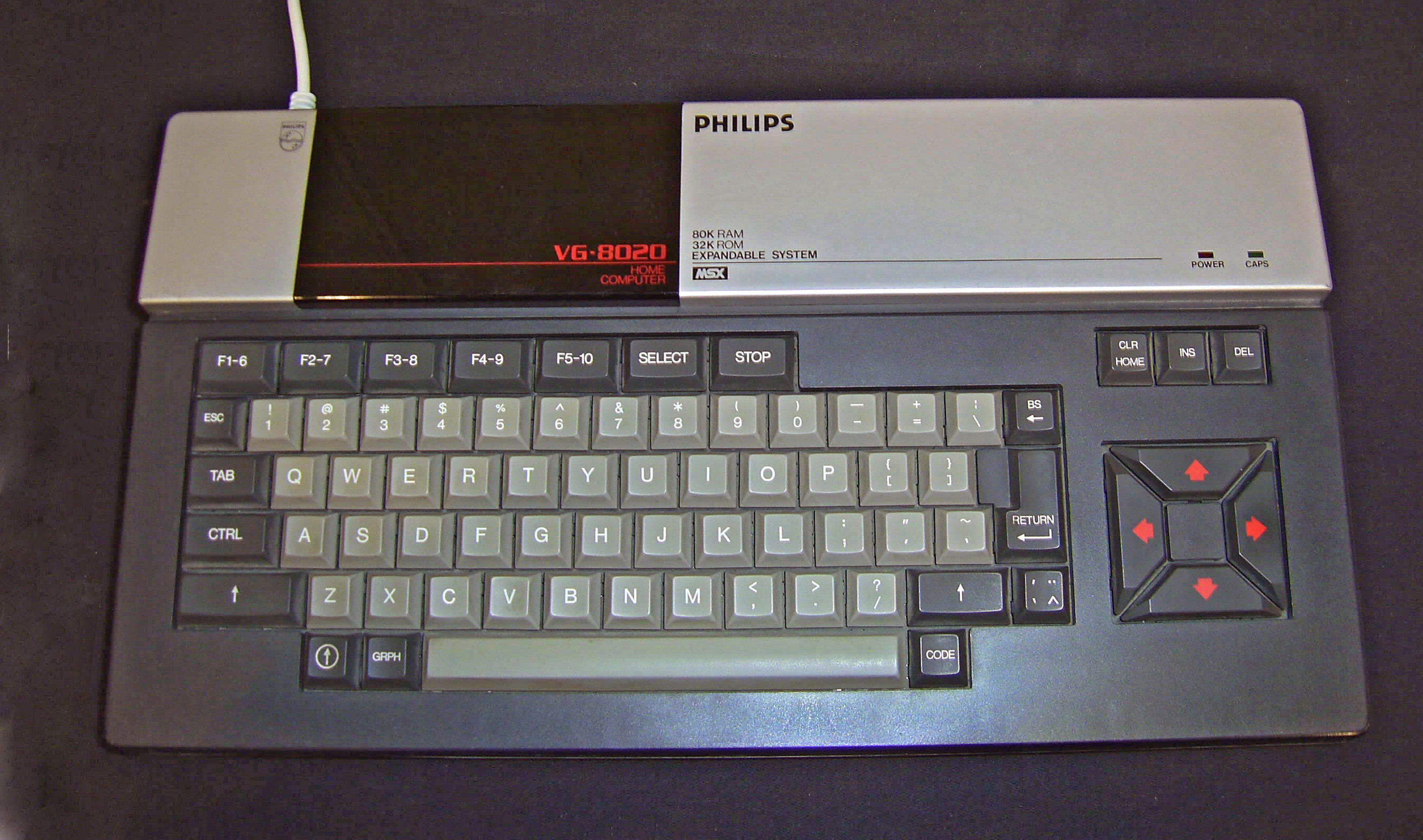
Ordenador personal Philips VG-8020 (MSX 1)

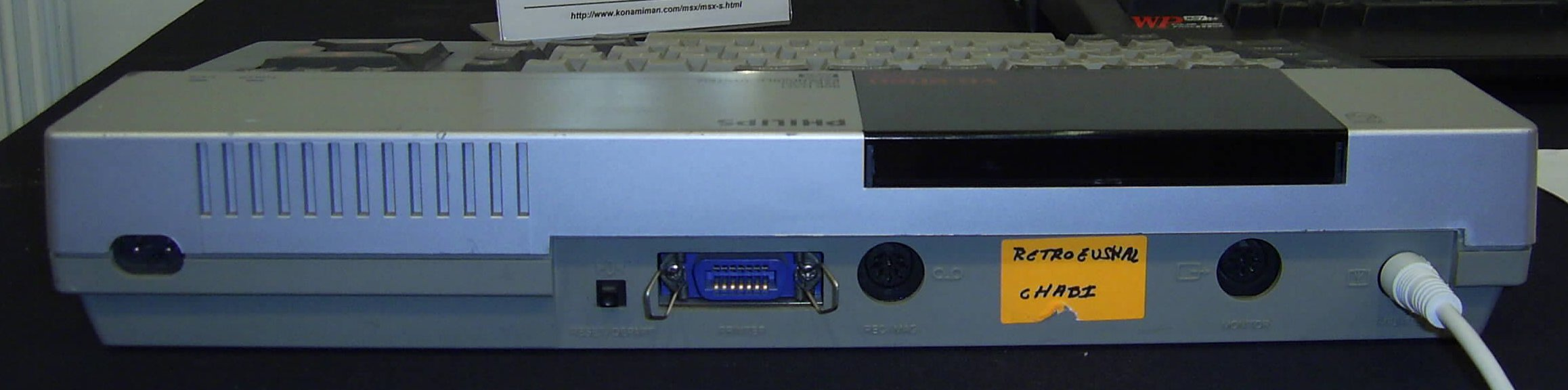
El VG-8020 visto por detrás

El VG-8020 fue el tercer microordenador MSX 1 de Philips, lanzado tras el VG-8000 (que ni siquiera tenía puerto de impresora) y el VG-8010.
Esta versión tenía un teclado real, no un teclado tipo chiclet como sus predecesores. El VG-8020 se lanzó al mercado en 1983 y llevaba un procesador Zilog Z80A a 3,56 MHz, y tenía 64Kb de RAM, 16KB de VRAM y tenía dos ranuras para cartuchos.
- Datos: Q918507
- Multimedia: Philips VG-8020 / Q918507